# Harry Babcock
Harold Stoddard "Harry" Babcock, född 15 december 1890 i Pelham Manor i New York, död 5 juni 1965 i Norwalk i Connecticut, var en amerikansk friidrottare.
Babcock blev olympisk mästare i stavhopp vid sommarspelen 1912 i Stockholm.